# Tin Machine II
Tin Machine II is het tweede album van de Britse rockgroep Tin Machine, een project van zanger David Bowie, uitgebracht in 1991. Het grootste deel van het album is opgenomen in Sydney, terwijl de opnames onderbroken werden door Bowie's Sound+Vision Tour. Op het album staan twee nummers die door drummer Hunt Sales ingezongen zijn: "Stateside" en "Sorry". Het album bevat de Roxy Music-cover "If There Is Something". Het nummer "Amlapura" is in het Indonesisch gezongen, de tweede keer dat Bowie deze taal zingt in een lied, na de Indonesische versie van "Don't Let Me Down". De albumcover zorgde voor ophef omdat er vier naakte Kouroi-sculpturen op de hoes stonden. Op de Amerikaanse versie van het album zijn de genitaliën van deze beelden vervaagd. Bowie's reactie hierop was "Zelfs Canada heeft de originele cover. Alleen in Amerika..."
Drie nummers werden uitgebracht op single. "You Belong in Rock n' Roll" en "Baby Universal" behaalden respectievelijk de 33e en de 48e plaats in Engeland, terwijl "One Shot" de hitlijsten niet haalde.

## Tracklist
- Alle nummers geschreven door David Bowie en Reeves Gabrels, tenzij anders vermeld. "Hammerhead" is een hidden track, een korte, instrumentale edit van een langere, vocale versie die verscheen op de cd-single van "You Belong in Rock n' Roll".

1. "Baby Universal" – 3:18
2. "One Shot" (Bowie/Gabrels/Hunt Sales/Tony Sales) – 5:11
3. "You Belong in Rock n' Roll" – 4:07
4. "If There Is Something" (Bryan Ferry) – 4:45
5. "Amlapura" – 3:46
6. "Betty Wrong" – 3:48
7. "You Can't Talk" (Bowie/Gabrels/H. Sales/T. Sales) – 3:09
8. "Stateside" (Bowie/H. Sales) – 5:38
9. "Shopping for Girls" – 3:44
10. "A Big Hurt" (Bowie) – 3:40
11. "Sorry" (H. Sales) – 3:29
12. "Goodbye Mr. Ed" (Bowie/H. Sales/T. Sales) – 3:24
13. "Hammerhead" (Bowie/H. Sales/T. Sales) – 0:57

## Musici
- David Bowie: zang, gitaar, piano, saxofoon
- Reeves Gabrels: gitaar, achtergrondzang, vibratie, orgel
- Hunt Sales: drums, percussie, zang op "Stateside" en "Sorry", achtergrondzang
- Tony Sales: basgitaar, achtergrondzang
- Kevin Armstrong: slaggitaar op "If There Is Something", piano op "Shopping for Girls"
- Tim Palmer: percussie, additionele piano